# Estación Vega de Arizaro
Vega de Arizaro es una estación ferroviaria ubicada en el departamento de Los Andes, provincia de Salta, Argentina.
Se ubica en el salar de Arizaro en la región de la Puna salteña, al sudoeste del Volcán Aracar.

## Servicios
Se encuentra actualmente sin operaciones de pasajeros.
Sus vías corresponden al Ramal C14 del Ferrocarril General Belgrano por donde transitan formaciones de carga de la empresa estatal Trenes Argentinos Cargas.

## Toponimia
Arizaro significa dormidero de buitres, al provenir de los términos atacameños "haari = buitre" y "aro = dormidero". Un pequeño estero alimentado por vertientes salobres, usualmente llamadas "vegas" por los lugareños, es lo que da origen al nombre.